# District de Baume
Le district de Baume est une ancienne division territoriale française du département du Doubs de 1790 à 1795.
Il était composé des cantons de Baume, Clerval, Cuse, l'Isle sur le Doubs, Osnans, Passavant, Pierrefontaine, Rougemont, Sancey le Grand et Verne.